# Jason Newsted
Jason Curtis Newsted (Battle Creek, Michigan, 1963. március 4. –) amerikai basszusgitáros, a Metallica egykori tagja. Jelenleg Newsted nevű zenekarában játszik.

## Flotsam and Jetsam (1982–1986)
Jason a Flotsam and Jetsam tagjaként vált ismertté, amelynek 1982-1986 között volt tagja. A zenekarral 1986-ban kiadta a Doomsday for the Deciever című lemezt. Az albumon hallható szövegek és zene nagy részét Newsted szerezte. Ezt megelőzően 1985-ben két demófelvételt (Iron Tears, illetve Metal Shock címmel) is rögzítettek.

## Metallica (1986–2001)
A Metallica korábbi basszusgitárosa Cliff Burton volt, aki 1986-ban tragikus baleset során elhunyt, az ő helyére került Jason. Több mint 30 basszert hallgattak meg, közülük lett befutó. A meghallgatásra az összes Metallica-számot megtanulta, így amikor a többiek megkérdezték tőle, hogy melyiket játsszák, azt felelte: "Amelyiket akarjátok".
Első Metallica-lemez, amelyen a játéka hallható, az 1987-es Garage Days Re-Revisited kislemez, ezen a zenekar feldolgozásokat játszott. Az 1988-as …And Justice for All volt az első olyan Metallica-album, amin játszott. A lemezt komoly kritikák érték a hangzása miatt – ugyanis a basszusgitár egyáltalán nem hallható rajta. Ez részben a keverés következménye, részben pedig az okozza, hogy a basszusgitár szigorúan követi a ritmusgitárt, így nem különíthető el tőle.
Newstedet mindig úgy kezelték, mint az új fiút a csapatból, erre utal a Newkid becenév is, amelyen sokáig emlegették a többiek. Saját elmondása szerint soha nem érezte igazán jól magát, még abba is beleszóltak, hogy milyen basszusszólókat játsszon. Az ötleteit nem nagyon használták fel, összesen 3 dalban – az 1988-as …And Justice for Allon a Blackenedben, az 1991-es Metallica című albumon a My Friend of Miseryben, és az 1997-es Reloadon a Where Wild Things Are-ban – szerepelt szerzőként. A Metallica az ő idején érte el az igazán nagy sikereket, tagjai ekkor váltak szupersztárrá, nem mellesleg 5 Grammy-díjat is hazavihettek. Newsted a Garage Days EP mellett 6 albumon játszott (…And Justice for All, Metallica, Load, Reload, Garage Inc. és S&M), amelyek összesen több mint 55 millió példányban keltek el. Több mint ezer koncerten lépett fel a Metallica tagjaként.

## Ozzy Band és Voivod (2001–2006)
Newstedet soha nem elégítette ki a Metallicában betöltött szerepe, ezért gyakran zenélt különböző alkalmi formációkban. 2000-ben létrehozta az Echobrain zenekart. Egy, a Playboyban megjelent interjúban Jason elmondta, hogy tervezi, hogy lemezt is készítsen az Echobrainnel, ami felbőszítette James Hetfieldet, aki úgy vélte, ezzel gyengítené a Metallicát. A vita oda vezetett, hogy 2001. január 17-én Jason bejelentette, elhagyja a zenekart. Később egy interjúban bevallotta, hogy amennyiben James Hetfield hívta volna, visszatért volna.
2009-ben úgy nyilatkozott, hogy nem bánta meg a döntését: „Így volt a legjobb mindenki számára. Egyszer sem gondoltam a visszatérésre, jól átgondoltam, amikor kiléptem. Nem volt könnyű döntés, de így kellett tennem. Mivel alaposan átgondoltam mindent, így soha nem néztem vissza. Ami történt, az már a múlt része.”
2002-ben, a Metallicából való távozását követően az Ozzy Osbourne Band és a Voivod tagja lett. Érdekesség, hogy Ozzy mellett Robert Trujillót váltotta, aki utódja lett a Metallicában. 2003-ban távozott az Ozzy Osbourne Bandből is, és csak a Voivodra koncentrált. Mivel a zenekar tagjai művészneveken zenélnek, Newsted a Jasonic nevet választotta, amely egyébként saját kiadójának is a neve.
2006 júliusában adták ki a Katorz című albumot, amelynek a címe a francia "quatorze", azaz tizennégy szó alternatív írásmódja. A lemezt a gitáros Denis D'Amour, azaz Piggy halála után készítették el a laptopján talált riffek, illetve a hátrahagyott instrukciói alapján. A Voivod 2009-ben Infini címmel adta ki utolsó lemezét, amelyen ismét Jason játszott, a lemezbemutató turnéra azonban visszatért az együttesbe az eredeti basszusgitáros Jean-Yves Theriault "Blacky".

## Rock Star Supernova (2006)
2006-ban Tommy Lee (Mötley Crüe) és Gilby Clarke (ex-Guns N’ Roses) társaságában részt vett a CBS televízió Rock Star Supernova című zenei reality show-jában, amelynek során énekest kerestek egy Supernova nevű zenekarba. A játékot Lukas Rossi nyerte, így 2006-ban a zenekar vele készítette el a Rock Star Supernova című albumot. A lemez többnyire negatív kritikákat kapott, Rossi szülőhazájában, Kanadában viszont platinalemez lett.

## Sérülése
2006. október 23-án súlyos vállsérülést szenvedett, amikor megpróbált elkapni egy leeső basszuserősítőt. A balesetet követően azonnali műtétre volt szüksége, majd ezt követően elhúzódó rehabilitációs folyamat várt rá. Az elmúlt időszakban eltűnt a nyilvánosság elől.

## Beiktatása a Rock & Roll Hírességek Csarnokába
2009. április 4-én Jason, 8 évvel a távozása után újra együtt lépett fel a Metallicával, amikor a zenekar a Rock and Roll Hall of Fame tagja lett. A clevelandi ceremónián a zenekar két basszerrel lépett a színpadra, Newsted mellett a jelenlegi basszusgitáros, Robert Trujillóval. Az ideiglenes öt tagúra bővült zenekar az Enter Sandmant és a Master of Puppetset játszotta el. Emellett a Rock and Roll Hall of Fame nevű alkalmi formáció a All Star Train Kept 'a Rolling All Night Long című dalt is eljátszotta – többek közt Jimmy Page, Flea, Joe Perry és persze Jason Newsted közreműködése mellett. Ezt megelőzően 2000-ben, a VH1 Music Awardson játszott együtt a "Fekete album"-féle Metallica. Jason – hasonlóan a többi taghoz, illetve Cliff Burton édesapjához – a beiktatáskor beszédet is mondott, amelyben elérzékenyülve mondott köszönetet egykori zenésztársainak és a Metallica rajongóinak.

## Newsted (2012–2014)
2012 decemberében bejelentette, hogy saját zenekart alapított Newsted néven, melynek tagjai rajta kívül Jesus Mendez Jr. dobos és Jessie Farnsworth gitáros. Az együttes 2013 januárjában négydalos EP-t adott ki Metal címmel.
A formáció 2013 márciusában kiegészült Mike Mushok gitárossal, aki a Staind zenekarban vált ismertté.

## Diszkográfia
Flotsam and Jetsam
- Doomsday for the Deceiver (1986)

Metallica
- Garage Days Re-Revisited (1987)
- …And Justice for All (1988)
- Metallica (1991)
- Live Shit: Binge & Purge (1993)
- Load (1996)
- ReLoad (1997)
- Garage Inc. (1998)
- S&M (1999)

Echobrain
- Echobrain (2002)
- Glean (2004)

Voivod
- Voivod (2003)
- Katorz (2006)
- Infini (2009)

Rock Star Supernova
- Rock Star Supernova (2006)

Newsted
- Metal (2013)

Vendégszereplései
- Voivod – Phobos (1997)
- Sepultura – Against (1998)
- Moss Brothers – Electricitation (2001)
- Gov’t Mule – The Deep End, Volume 2 (2002)
- Papa Wheelie – Unipsycho (2002)
- Papa Wheelie – Live Lycanthropy (2003)